# Czernecze (obwód dniepropetrowski)
Czernecze (ukr. Чернече) – wieś na Ukrainie, w obwodzie dniepropetrowskim, w rejonie kamjańskim, w hromadzie Krynyczky. W 2001 liczyła 405 mieszkańców, spośród których 377 wskazało jako ojczysty język ukraiński, 22 rosyjski, 5 białoruski, a 1 osoba się nie zadeklarowała.